# Берніс Клер
Берніс Клер, до шлюбу Джаніген (27 січня 1906 — 17 січня 2003) — американська співачка та акторка. З 1930 по 1938 рік вона знялася в 13 фільмах.

## Перші роки
Народилася як Берніс Джаніген (прізвище пізніше неправильно переписано як Джаніген) у сім'ї Адольфа та Клари (до шлюбу Стерницькі) Янігенів у 1906 році в Окленді, Каліфорнія. У неї був старший брат Ерл. Її ім'я при народженні також іноді зустрічається як Берніс Джаніган.
Стаття в номері Oakland Tribune від 18 червня 1950 року повідомляла: «У 1918 році вона вперше з'явилася у вигляді неповнолітньої, зухвалої маленької дівчинки з кучерявими косами, яка справляла миттєве враження на всіх, хто бачив і чув її виступ на Істбейські театри, ложі та зустрічі ветеранів». Вона відвідувала Оклендську середню школу, де вивчала драматургію та брала активну участь у музичних комедійних постановках.

## Кар'єра
З чіткою колоратурою Клер вийшла на сцену, виконуючи легку оперу, і без труднощів співала складні ролі. У 1927 році вона знялася у своїй першій постановці-водевілі. Вона зустріла тодішнього провідного співака Олександра Грея; вони з'явилися разом у трьох фільмах Pre-Code у 1930 році для Warner Bros. Ґрей і Клер стали першою оперетковою командою, яка передувала Джанетт Макдональд і Нельсону Едді.
Її перша поява на екрані відбулася в оригінальній кіноверсії «Ні, ні, Нанетт» у головній ролі. Версія після коду була зроблена в 1940 році.) Інші два фільми, які вона зняла з Ґреєм, це Весна тут і Пісня полум'я. Оперети почали втрачати популярність в аудиторії, тому Warners без особливого успіху пробували Клер у драматичних ролях. До кінця 1930-х Клер зняла ще кілька короткометражних музичних фільмів (деякі знову з Греєм), а пізніше стала співачкою на радіо й оркестрі. У 1934 році вона з'явилася на Бродвеї в короткочасному мюзиклі «Шоколадний солдатик».

## Подальше життя
Клер була одружена з доктором Дугласом П. Моррісом.

## Смерть
17 січня 2003 року, за десять днів до свого 97-річчя, Берніс Клер померла від пневмонії в рідному місті Портленді, штат Орегон, де вона жила багато років.

## Фільмографія
- Ні, ні, Нанетт (1930)
- Весна тут (1930)
- Пісня полум'я (1930)
- Нумеровані люди (1930)
- Максимальна швидкість (1930)
- Поцілуй мене знову (1931)
- Червона тінь (1932)
- Місячне світло та кренделі (1933)
- Пісня полум'я (1934)
- Знайомство з професором (1935)
- Відділ кохання (1935)
- Два серця в гармонії (1935)
- Між рядків (1936)
- Прекрасна претендентка (1937)
- Незабудки (1938)